# Calle Pilies
La Calle Pilies (en lituano: Pilies gatvė) es una de las principales calles del casco antiguo de la ciudad de Vilna, capital del país europeo de Lituania. Es más bien una calle corta, que va desde la Plaza de la Catedral a la Plaza del Ayuntamiento.
Fuera de varios lugares de Vilna utilizados por los comerciantes del mercado para vender la mercancía de los artistas populares, la calle Pilies es la más popular de la ciudad. Tiene una ventaja natural sobre la Plaza del Ayuntamiento ya que la calle esta generalmente ocupada y menos probabilidades de ser interrumpida por los acontecimientos políticos o culturales comúnmente celebradas en el Ayuntamiento. Muchas personas visitan la calle para comprar regalos en Navidad o antes de irse al extranjero para visitar a unos amigos. El mercado también es popular entre los que buscan llevar recuerdos.